# Strzelcy celni

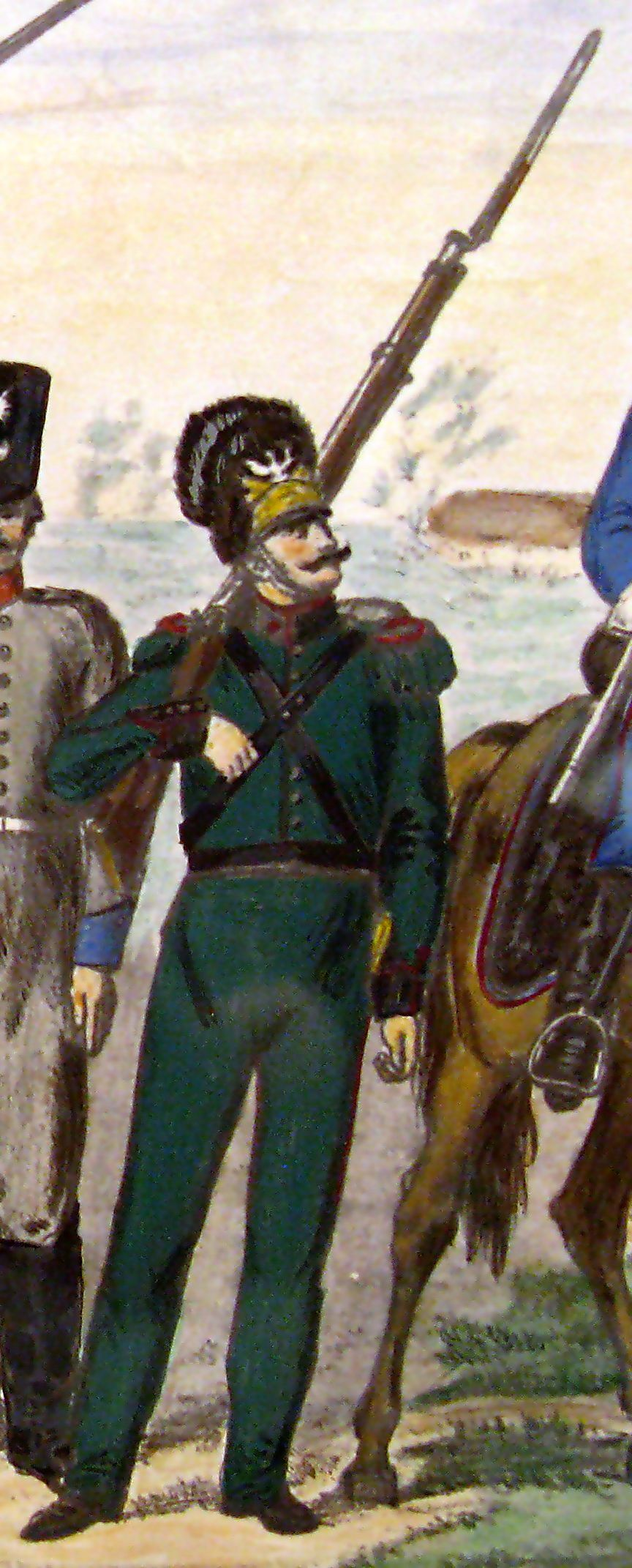
Strzelec Grothusa

Strzelcy celni – formacje piechoty polskiej sformowane w Wojsku Polskim przez Tadeusza Kościuszkę. Oddziały te brały udział w działaniach wojennych w czasie wojny polsko-rosyjskiej (1792) w obronie Konstytucji 3 maja, insurekcji kościuszkowskiej (1794), a także w trakcie powstania listopadowego (1830–1831).

## Historia
Ideę utworzenia oddziałów strzelców celnych w Wojsku Polskim historycy wojskowości przypisują Tadeuszowi Kościuszce. Podczas amerykańskiej wojny o niepodległość w latach 1775–1783 widział on skuteczność ochotniczych oddziałów myśliwych oraz farmerów uzbrojonych w broń myśliwską tak zwaną kentucky rifles, którzy zadawali nią duże straty wojskom brytyjskim. Strzelcy ci, ze względu na większą skuteczność broni myśliwskiej od ówczesnej broni wojskowej, mogli razić żołnierzy brytyjskich z dużej odległości jednocześnie sami pozostając poza zasięgiem ognia.
Decyzja stworzenia takich oddziałów w Wojsku Polskim zapadła według ustaleń sejmu 8 października 1789. Projekt ich utworzenia opracował Tadeusz Kościuszko wzorując się amerykańskimi oddziałami Rangers. Podobnie jak w Ameryce rekrutowano do nich myśliwych oraz leśniczych, a szczególnie Kurpiów, którzy słynęli w Rzeczypospolitej z umiejętności strzeleckich. Kościuszko napisał dla nich instrukcję ćwiczenia strzelców celnych wydaną przez Komisję Wojskową dnia 20 kwietnia 1791. Według projektu naczelnika w skład każdej kompanii wchodziło 15 strzelców i jeden podoficer. Każdy regiment składał się natomiast z dwóch batalionów i liczył 120 strzelców i 8 podoficerów. Do czerwca 1792 zostało wyszkolonych i uzbrojonych 7. regimentów piechoty, w sumie 896 strzelców.
Koncepcja nowych oddziałów wymusiła również stworzenie nowej broni strzeleckiej opartej na konstrukcji sztucera myśliwskiego. Na mocy ustawy sejmowej zapoczątkowano w I Rzeczypospolitej produkcję sztucerów z gwintowaną lufą tak zwanych sztucerów kozienickich. Aby uzbroić nowe jednostki strzelców celnych 400 sztucerów sprowadzono z Prus, a pozostałe 500 sztuk były krajowej produkcji sztucerami kozienickimi. Jednostki te wzięły udział podczas wojny polsko-rosyjskiej (1792) w obronie Konstytucji 3 maja oraz w insurekcji kościuszkowskiej w 1794.

### Powstanie listopadowe
Podobne jednostki piechoty utworzono podczas powstania listopadowego. Wielkością odpowiadały batalionom piechoty regularnej. Ich uzbrojenie stanowiła broń palna różnego pochodzenia, często myśliwska.
Formowały je w grudniu 1830 i styczniu 1831 poszczególne ziemie, województwa lub osoby prywatne. Dowódcami strzelców mianowano zazwyczaj starych oficerów, a szeregowi rekrutowali się z ochotników.
Oddziały te broniły przepraw na Wiśle (bataliony sandomierskie), prowadziły działania partyzanckie, a nawet uczestniczyły w dużych bitwach u boku regularnej armii (strzelcy podlascy pod Wawrem i Grochowem, Kurpie zaś pod Białołęką).

#### Bataliony strzelców celnych w powstaniu listopadowym
- Batalion Sandomierskich Strzelców Celnych – utworzony w grudniu 1830, dowodzony przez majora Eustachego Grothusa;
- 2 Batalion Strzelców Celnych Sandomierskich – utworzony 2 grudnia w Końskich, po śmierci dowódcy 18 kwietnia wszedł w skład batalionu Stefana Dembowskiego;
- 3 Batalion Strzelców Celnych majora Krzesimowskiego – utworzony w grudniu w województwie sandomierskim, po dostaniu się do niewoli dowódcy również połączony z batalionem Dembowskiego;
- 4 Batalion Strzelców Celnych Sandomierskich majora Dembowskiego – utworzony po 18 kwietnia z resztek ww. batalionów;
- 5 Batalion Wolnych Strzelców Mazowieckich podpułkownika Geritza – utworzony w grudniu;
- 6 Batalion Kurpiów – utworzony 15 grudnia i dowodzony przez pułkownika Antoniego Mieszkowskiego i majora Franciszka Kochanowskiego;
- 7 Batalion Strzelców Celnych Krakowskich – utworzony w styczniu 1831; dowodzony kolejno przez Franciszka Nowińskiego, Wiktora Kozłowskiego i Stanisława Gaszyńskiego;
- 8 Batalion Strzelców Korpusu Górniczego – utworzony w styczniu w województwach krakowskim i sandomierskim;
- 9 Batalion Strzelców Celnych Podlaskich – utworzony w Siedlcach w styczniu i dowodzony przez podpułkownika Michała Kuszella;
- 10 Batalion Strzelców Celnych Kaliskich – utworzony w styczniu i dowodzony przez kapitana Antoniego Kosińskiego;
- 11 Batalion Strzelców Celnych Mazowieckich kapitana Kożuchowskiego – utworzony w Łęczycy w marcu 1831.